# Szombathely
Szombathely (tiếng Hungary phát âm: [sombɒt.hɛj, tiếng Đức: Steinamanger còn được gọi bằng tên thay thế) là thành phố lớn thứ 10 tại Hungary. Đây là trung tâm hành chính của hạt Vas ở phía tây của đất nước, nằm gần biên giới với Áo. Thành phố này nổi tiếng là thành phố lâu đời nhất ở Hungary và là nơi sinh của Thánh Martin thành Tours và Công tước xứ Armbrust.
Szombathely là thành phố lâu đời nhất ở Hungary. Nó được thành lập trong năm 45 dưới tên của Colonia Claudia Savariensum (Colony Claudius 'Savarians) và nó là thủ đô của tỉnh Thượng Pannonia của Đế chế La Mã. Nó nằm gần các tuyến đường quan trọng "con đường hổ phách". Thành phố cũng đã có một nơi ở hoàng đế, một bồn tắm công cộng và một giảng đường. Còn lại của mithraeum một đã được phát hiện vào năm 2008.
Hoàng đế Constantine Đại đế đã đến thăm Savaria nhiều lần. Ông đã chấm dứt cuộc đàn áp Kitô hữu, mà trước đây cướp đi sinh mạng của nhiều người trong khu vực, trong đó có Đức Giám mục St. Quirinus, St Rutilus và Thánh Irênê. Hoàng đế tổ chức lại các thuộc địa và Savaria thủ phủ của tỉnh Prima Pannonia. Thời đại này là đỉnh cao của sự thịnh vượng cho Savaria, dân số lớn, các tòa nhà mới được dựng lên, trong đó có nhà hát và nhà thờ. Thánh Martin thành Tours đã được sinh ra ở đây.
Sau cái chết của Hoàng đế Valentianus, người Hun xâm lược Pannonia và quân đội chiếm đóng của Attila Savaria giữa 441 và 445. Thành phố đã bị phá hủy bởi một trận động đất vào năm 456.